# Anime morte (Connolly)
Anime morte è un romanzo dello scrittore irlandese John Connolly.
 Originariamente pubblicato nel Regno Unito nel 2007, è il sesto romanzo del ciclo dedicato alle storie dell'investigatore Charlie Parker, detto Bird.
Nell'ambito del ciclo, il romanzo ad esso precedente è L'angelo delle ossa (The Black Angel), quello seguente è The Reapers (in Italia ancora inedito).

## Titolo
L'"inquieto" (unquiet) del titolo originale è il personaggio di Frank Merrick, un ex detenuto per omicidio impegnato nell'instancabile ricerca della figlia scomparsa.
 Il titolo italiano si riferisce invece ad altro: poiché la vicenda del romanzo è imperniata su tristi casi di pedofilia, l'espressione "anime morte" potrebbe riferirsi tanto alle piccole vittime, i bambini in cui la violenza ha ucciso parte dello spirito, quanto ai colpevoli, resi pressoché inumani dal crimine commesso. L'introduzione all'interno della narrazione dei cosiddetti "uomini vuoti" (hollow men) farebbe propendere per quest'ultima interpretazione.

## Incipit
(Traduzione dall'inglese di Stefano Bortolussi)

## Trama
È novembre, il clima rimane mite; la città di Portland si è svuotata dei turisti estivi e Bird, ancora solo a Scarborough dopo la partenza di Rachel e di Samantha, accetta un nuovo caso.
 Si è rivolta a lui per avere aiuto Rebecca Clay, una giovane donna dall'aspetto stressato. Rebecca è divorziata, vive sola ed ha una figlia adolescente, Jenna: giorni prima le si è presentato un uomo dai modi minacciosi che ha posto insistenti domande su suo padre, Daniel Clay. Lo sconosciuto non si è accontentato di sapere che Daniel Clay, scomparso da anni, è stato ormai dichiarato morto, ma ha continuato a fare domande e ad infastidire Rebecca, seguendola e facendosi notare nei pressi di casa sua. La donna teme per sé e per la figlia, ha paura che la situazione possa degenerare e che l'uomo decida di usare la violenza; la polizia, a cui si è già rivolta, non sembra intenzionata ad intervenire con decisione.
 L'origine del problema ovviamente è proprio Daniel Clay, il padre di Rebecca: era stato uno psicologo infantile, specializzato in casi di abusi fisici e sessuali; aveva lavorato a lungo come consulente del Tribunale, poi un grave errore di valutazione ne aveva minato la credibilità professionale. In seguito si era anche scoperto che alcuni dei bambini a lui affidati erano stati oggetto di abusi da parte di un gruppo di uomini mascherati con teste di uccelli, mai identificati: c'era insomma il sospetto che il medico avesse segnalato ai pedofili i bambini più vulnerabili.
 Mancavano le prove di un coinvolgimento diretto da parte di Daniel Clay, ma le voci avevano iniziato a circolare ed erano state sufficienti a stroncarne la carriera. Quando l'ex psicologo era scomparso, dopo aver abbandonato l'auto in una zona remota nel Nord del Maine, erano state avanzate varie ipotesi: che fosse scappato per sottrarsi alla vergogna, che si fosse suicidato a causa del senso di colpa, oppure che fosse stato ucciso perché sapeva troppo. Il fatto è che Rebecca non ha più notizie del padre da parecchi anni, quindi non può fronteggiare in alcun modo le pretese dello sconosciuto che la minaccia.
 Le uniche cose rimaste di Daniel Clay sono i numerosi quadri da lui dipinti: indefinite architetture immerse in paesaggi boschivi.
 Bird accetta di aiutare Rebecca, spiegandole però che non è opportuno usare le maniere forti: le cose più utili da fare sono organizzare una protezione, parlare con lo sconosciuto, e magari ottenere un ordine restrittivo da parte del Tribunale, in modo che l'uomo non possa avvicinarsi senza correre il rischio di essere di nuovo arrestato.
 Tutto ciò viene fatto e seppure con grande fatica, Bird riesce ad allontanare la minaccia da Rebecca Clay, come prevedeva il suo incarico. Tuttavia questo non è tanto l'epilogo del caso, quanto piuttosto l'inizio di un coinvolgimento personale da parte dell'investigatore, nel quale il mistero che ancora avvolge i vecchi abusi contro i bambini suscita un forte senso di responsabilità e partecipazione: il desiderio di fare giustizia, insomma, benché sia ormai passato tanto tempo.
 Indagando per verificare chi fosse lo sconosciuto che minacciava Rebecca e quale motivo lo avesse spinto proprio ora a fare domande, Bird ne ha scoperto l'identità: si tratta di Frank Merrick, un ex detenuto per omicidio che gode di pessima fama.
 L'interessamento da parte di Merrick per Daniel Clay è giustificato dal fatto che sua figlia Lucy era stata in cura da lui. La ragazzina, scomparsa nello stesso periodo del dottore mentre il padre era ancora in prigione, ha lasciato numerosi disegni in cui campeggiano figure umane con teste di uccelli. La connessione sembra evidente, ma Bird scopre che la situazione è più complicata di quanto appaia: attraverso un avvocato di Falmouth, Frank Merrick viene aiutato e manovrato da qualcun altro, molto interessato a trovare i responsabili degli abusi contro i bambini e forse intenzionato a fare giustizia a modo proprio.
 Con la collaborazione di Louis e di Angel, Bird continua la sua paziente indagine, mentre attorno a loro si moltiplicano strane ed inquietanti "presenze". La situazione si complica con l'intervento della mafia russa, preoccupata dei propri interessi nel mercato della pornografia; alla fine comunque la ricerca viene indirizzata verso Gilead, una comunità religiosa fondata tra le foreste del Nord, abbandonata e caduta in rovina da circa mezzo secolo dopo una brutta vicenda - mai completamente chiarita - di abusi su minori ed eliminazione di neonati indesiderati.
 Ora di Gilead rimangono solo rovine, dominate dal profilo incompiuto della chiesa con i suoi altissimi campanili: lì, in quel luogo silenzioso e semisommerso dalla vegetazione, molte domande sorte durante l'indagine riescono a trovare la loro risposta. Tra le altre cose, si scopre quale sia stata la sorte di Lucy Merrick, e anche quella di Daniel Clay.
 Gli uomini mascherati con teste di uccelli vengono identificati ed eliminati l'uno dopo l'altro. L'ultimo tra loro - il più insospettabile e forse intangibile per Bird e per la normale giustizia umana - cade preda del Collezionista, un ambiguo e pericoloso personaggio che si propone tanto come giudice quanto come carnefice.
 Bird ha dunque raggiunto l'obbiettivo che si era prefisso. Però, a causa dei depistaggi messi in atto durante l'indagine e a causa della scarsa collaborazione offerta alle autorità, si vede revocare il porto d'armi e sospendere la licenza di investigatore: al di là degli ormai consueti problemi, la sua vita si complica ulteriormente.

### Particolarità narrativa
A differenza di ciò che accade in molti dei romanzi precedenti, dove il Prologo è costituito da un montaggio di vari episodi apparentemente slegati, che nel corso della narrazione finiscono poi per mostrare connessioni profonde, le prime pagine di Anime morte sono tutte dedicate ad una sorta di lungo "prequel" ambientato ad Old Orchard Beach sul finire dell'estate del 1986, il cui scopo è quello di inquadrare e meglio descrivere il fondamentale personaggio di Frank Merrick.

## Personaggi
- Charlie "Bird" Parker - La sua vita si sta vistosamente sgretolando: per lui ci sono le difficoltà dell'indagine e l'assenza di Rachel, i fantasmi di Susan e di Jennifer che nella casa di Scarborough diventano sempre più esigenti, le minacce e i rischi connessi al suo lavoro e alle sue convinzioni. Il Collezionista inoltre trova il modo di insinuargli gravi dubbi relativi al defunto padre, un poliziotto suicidatosi per motivi mai interamente chiariti.
 Eppure Bird continua a nutrire ostinate speranze sulla possibilità di un felice cambiamento.

- Rachel Wolfe - La sua permanenza presso i genitori nel Vermont sembra avviarsi a diventare più lunga del previsto; Rachel ha trovato un nuovo lavoro e la piccola Sam cresce tranquilla.
 Durante una delle visite di Bird, Rachel ha modo di confermargli i suoi sentimenti, ma anche tutti i motivi di inquietudine che l'hanno fatta allontanare: l'eccessivo coinvolgimento di Bird nel suo lavoro, le conseguenze negative del suo stile di vita, e la "presenza" di quei fantasmi che - ora Rachel lo sa - sono abbastanza reali da spaventarla.
- Louis ed Angel - In questo romanzo la loro partecipazione è più limitata rispetto ad altri casi: all'inizio della narrazione, ad esempio, dato che i due si trovano in California, Bird si serve di Jackie Garner e dei fratelli Fulci per sorvegliare e proteggere Rebecca Clay.
 Tuttavia quando Bird ha realmente bisogno di loro, i vecchi amici non si tirano indietro né devono essere particolarmente sollecitati. Nella sua triste infanzia anche Angel è stato un bambino abusato, mentre Louis è mosso tanto dal senso di giustizia quanto dall'affetto per il compagno: un'indagine volta a scoprire e a punire un gruppo di pedofili che l'hanno fatta franca per anni, non può lasciarli indifferenti.
- Frank Merrick - È un ex detenuto che ha interamente scontato una condanna per omicidio, anche se altre sue responsabilità in gravi reati non sono mai state chiarite in modo soddisfacente. È soprattutto un uomo pericoloso, benché la sfortuna abbia giocato un ruolo determinante nel renderlo tale.
 Ad un certo punto dell'indagine Bird, pur senza giustificarne il comportamento, inizia a provare per lui una strana comprensione: Frank Merrick è un uomo che cerca la propria figlia, che fa domande ed esige risposte, ed usa la violenza dato che non vede altro modo per tenere a bada la frustrazione, l'incertezza e il dolore. È lo stesso tipo di atteggiamento adottato da Bird dopo l'omicidio di sua figlia Jennifer.[3]
- Rebecca Clay - È una donna di circa trent'anni che sembra più vecchia e sciupata a causa dello stress: le sue angosce di madre e i brutti ricordi del passato si sommano a qualche segreto e a qualche menzogna su cui Bird riuscirà a far luce, limitandosi però ad aiutarla senza danneggiarla.
- Jenna Clay - Sostanzialmente è una bambina normale, tranquilla e intelligente, molto legata alla madre che è la figura dominante della sua esistenza. Possiede tuttavia una sensibilità affine a quella di Bird tanto che, come lui, riesce ad avvertire le strane "presenze" che la circondano, anche se non è pienamente in grado di comprenderle o di spiegarle.
- Neil Chambers - Ex compagno di Rebecca, era il padre naturale di Jenna: ora è morto, e Bird scopre di aver già avuto a che fare con problemi che lo riguardavano. Nel recente passato il padre di Neil si era rivolto a Bird perché ritrovasse il figlio scomparso, tirandolo fuori dai guai nei quali si era cacciato: debiti non pagati alla mafia. Bird però, stanco ed emotivamente esausto, aveva rifiutato il caso, e in seguito di Neil Chambers era stato ritrovato solo il cadavere.[4]
 In questo romanzo si scopre che Bird, sentendosi responsabile per la morte del ragazzo, ha poi provveduto a vendicarla in modo discreto ma spietato, con la collaborazione di Louis e di Angel.
- Jerry Legere - È l'ex marito da cui Rebecca ha divorziato, per incompatibilità. L'uomo dà una versione un po' diversa sulla fine dei rapporti con la moglie, che a suo dire lo avrebbe ripetutamente tradito, e mostra evidenti segni di risentimento.
- Joel Harmon - Ricco ed influente personaggio, vive in una grande casa circondata da un parco e da un giardino che lui stesso ha creato. Ha un figlio ed una figlia adolescenti, ed una bella moglie, il cui vacuo atteggiamento potrebbe essere imputato tanto a freddezza di carattere quanto all'uso di sostanze stupefacenti.
 Bird entra in contatto con lui perché il milionario è una delle persone che possiedono quadri dipinti da Daniel Clay prima della scomparsa.
- Mason Dubus - È il principale responsabile dei crimini che furono commessi a Gilead. Ormai anziano, ha scontato parecchi anni di carcere e vive ora in libertà sulla parola, sempre sorvegliato e sottoposto a varie restrizioni. In passato Daniel Clay, nella veste professionale di psicologo, lo aveva più volte intervistato.
- Andy Kellog - È un detenuto che Frank Merrick ha conosciuto in carcere, trovando analogie tra la sua situazione e quella della figlia scomparsa. Anche Andy era stato in cura presso Daniel Clay, era stato vittima del gruppo di uomini mascherati e i suoi disegni rappresentano figure umane con teste di uccelli. Il ragazzo è profondamente squilibrato a causa delle brutte esperienze vissute e il suo avvocato Aimee Price sta disperatamente cercando di farlo trasferire in una struttura diversa da quella carceraria.
- Il Collezionista - Implacabile giudice e giustiziere, deve il soprannome all'abitudine di impossessarsi di un oggetto appartenente alle sue vittime come trofeo. È una creatura tanto reale quanto soprannaturale; porta le anime colpevoli alla dannazione, e ciò che rimane sono hollow men, ovvero "Uomini Vuoti".

## Cronologia
La cronologia di Anime morte presenta qualche incongruenza rispetto all'inizio del ciclo; è più coerente invece rispetto al precedente romanzo L'angelo delle ossa. È novembre, sono trascorsi nove mesi dalla partenza di Rachel e Samantha per il Vermont: quindi l'anno narrativo dovrebbe ancora essere il 2004.
 Ciò sembrerebbe confermato anche dal fatto che all'inizio del romanzo il personaggio di Daniel Clay - scomparso nel 1999 - risulta da poco dichiarato ufficialmente morto secondo la legge dello Stato del Maine che richiede un intervallo di almeno cinque anni.

## Critica letteraria
Anime morte fu iniziato e poi abbandonato per circa un anno, mentre l'autore si dedicava alla stesura de Il libro delle cose perdute (2006), un altro dei suoi romanzi estraneo al ciclo di Charlie "Bird" Parker. 
 In parte il romanzo vuole essere un omaggio alla tradizione del thriller e dell'hard boiled, le cui storie più classiche trovano spesso il loro punto di partenza nella richiesta d'aiuto che una donna non priva di fascino e mistero rivolge al detective protagonista. Soprattutto però si tratta di un romanzo pienamente collocato all'interno del ciclo dedicato a Charlie Parker, e come tale rappresenta una delle tante tappe nello sviluppo della linea narrativa iniziata con Tutto ciò che muore. 
 Rispetto ai precedenti romanzi Anime morte risulta un po' diverso: presenta una trama volutamente più lineare, meno stratificata del solito, e segna un punto di svolta per il personaggio di Charlie Parker, il cui coinvolgimento nell'indagine di turno corrisponde anche ad un progressivo distacco dalla tragedia che gli ha segnato la vita (ovvero l'omicidio della moglie e della figlia), a favore di problematiche più individuali. 
 L'autore inoltre ha inserito nel romanzo due importanti temi sociali che gli stanno particolarmente a cuore: i crimini commessi contro l'infanzia e gli abusi del sistema carcerario.

## Edizioni

### Edizione originale
- John Connolly, The Unquiet, Hodder & Stoughton, London, 2007

### Edizioni italiane
- John Connolly, Anime morte, traduzione di Stefano Bortolussi, Rizzoli, 2007, pp. 528 - ISBN 978-88-17-02175-3
- John Connolly, Anime morte, traduzione di Stefano Bortolussi, Rizzoli, SuperPocket Best Thriller, 2009, pp. 528 - ISBN 978-88-462-1023-4
- John Connolly, Anime morte, traduzione di Stefano Bortolussi, Rizzoli, BUR Narrativa, pp. 528, 2010 - ISBN 978-88-17-04140-9

### Altre edizioni
- John Connolly, The Unquiet, Atria Books, New York, 2007
- John Connolly, The Unquiet (Charlie Parker Series # 6), Mass Market Paperback, Barnes & Noble, 2008

### Edizioni audio
- John Connolly, The Unquiet. Formato: CD. Lingua: inglese; lettore: Jeff Harding. (UK), 2007
- John Connolly, The Unquiet. Formato: audiocassetta. Lingua: inglese; lettore: Jeff Harding. (UK), 2007
- John Connolly, The Unquiet: A Thriller (Charlie Parker). Formato CD. Versione: ridotta. Lingua: inglese; lettore: Jay O. Sanders. Simon & Schuster, New York, 2009

### Edizioni multimediali
- John Connolly, The Unquiet (Charlie Parker Series # 6). Formato e-book scaricabile via Wi-Fi e 3G, pp. 416, 2007
- John Connolly, The Unquiet. Formato: Kindle Edition. Atria, New York, 2007
- John Connolly, The Unquiet. Formato MP3 Book. Versione: ridotta (equivalente a 5 audio CD). 2007